# جيمي ريس كلارك
جيمي ريس كلارك (بالإنجليزية: Jamie Clarke)‏ هو لاعب سنوكر بريطاني، ولد في 5 أكتوبر 1994 في لنلي ‏ في المملكة المتحدة.

## روابط خارجية
- جيمي ريس كلارك على موقع CueTracker.net (الإنجليزية)
- جيمي ريس كلارك على موقع بطولة العالم للسنوكر (الإنجليزية)